# Russell Ford
Russell Ford, né le 18 août 1983 à Melbourne, est un joueur australien de hockey sur gazon.

## Palmarès
- Médaille de bronze aux Jeux olympiques de Londres en 2012[1]